# Barbut barrat
El barbut barrat (Lybius undatus) és una espècie d'ocell de la família dels líbids (Lybiidae).
 Habita boscos i garrigues de les terres altes (entre 1000 i 2500 m) d'Etiòpia i Eritrea.